# Sassafras, Tasmanien
Sassafras är en ort i Australien. Den ligger i kommunen Latrobe och delstaten Tasmanien, i den sydöstra delen av landet, omkring 190 kilometer norr om delstatshuvudstaden Hobart.
Närmaste större samhälle är Devonport, omkring 18 kilometer nordväst om Sassafras. 
I omgivningarna runt Sassafras växer i huvudsak städsegrön lövskog. Runt Sassafras är det mycket glesbefolkat, med 2 invånare per kvadratkilometer. Genomsnittlig årsnederbörd är 1 279 millimeter. Den regnigaste månaden är augusti, med i genomsnitt 174 mm nederbörd, och den torraste är januari, med 42 mm nederbörd.